# NGC 6403
NGC 6403 (другие обозначения — ESO 139-19, PGC 60750) — линзообразная галактика (S0) в созвездии Павлин.
Этот объект входит в число перечисленных в оригинальной редакции «Нового общего каталога».